# Chaptelat
Chaptelat é uma comuna francesa na região administrativa da Nova Aquitânia, no departamento de Alto Vienne. Estende-se por uma área de 17,92 km². Em 2010 a comuna tinha 2 130 habitantes (densidade: 118,9 hab./km²).